# Vrhovska vas
Vrhovska vas – wieś w Słowenii, w gminie Brežice. W 2018 roku liczyła 65 mieszkańców.